# San Vicente Centenario
San Vicente Centenario é uma cidade hondurenha do departamento de Santa Bárbara.